# Rotation (album)
Pour les articles homonymes, voir Rotation.
Rotation est un album live du multi-instrumentiste et compositeur Joe McPhee, enregistré en 1976 et publié tout d'abord en Suisse au label HatHut.

## Réception
Allmusic a donné 3 étoiles à l'album.

## La liste des pistes
Toutes les compositions sont de Joe McPhee.
| 1. | Sweet Dragon          | 6:55  |
| 2. | Theme from Episode #3 | 5:20  |
| 3. | Bahamian Folksong     | 10:55 |
| 4. | Spaces                | 9:25  |
| 5. | Rotation              | 6:35  |
| 6. | Episode #2            | 8:1   |